# Santa Montefiore
Santa Montefiore (nascido Palmer-Tomkinson; nascido em 2 de fevereiro de 1970) é um autora britânica.

## Início da vida
Santa Montefiore nasceu em Santa Claus-Tomkinson em 2 de fevereiro de 1970 em Winchester. Seus pais são Charles Palmer-Tomkinson, antigamente High Sheriff of Hampshire, e Patricia Palmer-Tomkinson (née Dawson), de origem anglo-argentina. Seu pai e outros membros de sua família representavam a Grã-Bretanha no esqui no nível olímpico. A família Palmer-Tomkinson é uma grande proprietária de terras em Hampshire e Leicestershire.
Ela tinha uma irmã, Tara Palmer-Tomkinson, conhecida como "socialite" e patrona da caridade.

## Funciona
- Encontrar-Me Sob o Ombu Árvore (2002) ISBN 0-7089-9333-8
- A Borboleta Caixa (2002) ISBN 0-7089-9402-4
- A Esquecer-me-Sonata (2003) ISBN 0-340-83171-5
- A Andorinha e o Beija-flor (2004) ISBN 0-340-83260-6
- A Última Viagem do Valentina (2005) ISBN 0-340-83087-5
- O Cigano Madonna (2006) ISBN 0-340-83090-5
- Mar do Amor Perdido (2007) ISBN 0-340-84046-3
- O Jardineiro francês (2008) ISBN 141654374-0
- O italiano Matchmaker (2009) ISBN 0-340-84055-2
- O Caso (2010) ISBN 1848949367
- A Casa do Mar (2011) ISBN 1849831068
- A Casa de Verão (2012) ISBN 1847379273
- Segredos do Farol (2013) ISBN 1471100952
- O Amor de uma Mãe (2013) ISBN 1471128601
- O Apicultor Filha (2015) ISBN 1476735417
- Canções de Amor e de Guerra (2015) (O primeiro A Deverill Crônicas) ISBN 1471135845